# Pittston (Pensylwania)
Pittston – miasto w Stanach Zjednoczonych, w stanie Pensylwania, w hrabstwie Luzerne.